# Gongrocnemis dubia
Gongrocnemis dubia is een rechtvleugelig insect uit de familie sabelsprinkhanen (Tettigoniidae). De wetenschappelijke naam van deze soort is voor het eerst geldig gepubliceerd in 1977 door Piza.